# MySQLi
MySQLi名稱是取自MySQL Improved的縮寫，它是MySQL針對PHP所設計的一個擴充模組。
雖然PHP原本就有能夠存取MySQL的函式庫，但是在MySQL 4.1.3版之後，PHP官方強烈推薦使用MySQLi。

## 好處
根據PHP官方文件，MySQLi至少有下列的好處:
- 物件導向的介面
- 支援多重語句/指令
- 增強除錯功能

## API
MySQLi提供了面向对象和面向过程两种API接口，虽然两种接口可以混合使用，但是在项目中保持一致是良好的编码习惯。